# Margot Abascal
Margot Abascal (ur. 1973) – francuska aktorka filmowa, piosenkarka i reżyserka filmowa.

## Filmografia
- 1990 : Promotion canapé: Françoise
- 1993 : Le Jeune Werther : siostra Guillaume'a
- 1995 : Les Misérables Claude Leloucha : Salomé w wieku 18 lat
- 1995 : Le Rocher d'Acapulco  : Sandrine
- 1997 : Les Corps ouverts : młoda dziewczyna
- 1998 : On a très peu d'amis : Évelyne
- 1998 : Hygiène de l'assassin
- 1999 : Nos vies heureuses Jacques Maillota
- 1999 : Inséparables : Sylvie
- 2000 : À découvert
- 2000 : Les Solitaires : Ewa
- 2000 : Banqueroute : prostytutka
- 2000 : Le Cœur à l'ouvrage de Laurent Dussaux
- 2000 : Les Morsures de l'aube Antoine de Caunesa
- 2002 : Plus Haut
- 2002 : Filles perdues, cheveux gras  : Corine
- 2002 : Monique : toujours contente
- 2003 : Président
- 2005 : Hors Saison
- 2005 : Les Invisibles
- 2008 : Sagan  : Florence Malraux
- 2009 : Tous les hommes sont des romans
- 2012 : Il était une foi
- 2014 : À toute épreuve